# Matilda FitzRoy
Matilda FitzRoy, död 25 november 1120, var en fransk grevinna, utomäktenskaplig dotter till kung Henrik I av England. 
Hennes mor är endast känd med namnet Edith. Matilda tillhörde de tjugo utomäktenskapliga barn som Henrik erkände offentligt och tog ansvar för. Han gav henne flera förläningar i Wiltshire och arrangerade 1103 ett äktenskap med greve Rotrou III av Perche, som genom äktenskapet blev engelsk vasall och gynnades på många sätt. Matilda avled vid Vita skeppet förlisning 25 november 1120. Hon ska ha varit orsaken till att Englands tronföljare, hennes halvbror William Adelin avled: William hade fått plats på en av de få livbåtarna, men då han såg henne i vattnet på väg att drunkna, kastade han sig i för att rädda henne efter att hon hade skrikit åt honom att han inte kunde överge henne. Därmed drunknade de båda två. 